# Platystele ingramii
Platystele ingramii är en orkidéart som beskrevs av Carlyle August Luer och Stig Dalström. Platystele ingramii ingår i släktet Platystele och familjen orkidéer. Inga underarter finns listade i Catalogue of Life.